# Тотьмянина, Татьяна Ивановна
Татьяна Ивановна Тотьмянина (род. 2 ноября 1981, Пермь) — российская фигуристка. Олимпийская чемпионка в парном катании в Турине (2006).
Партнёр — Максим Маринин. Пятикратная чемпионка Европы (2002−2006), двукратная чемпионка мира (2004, 2005). Тренер — Олег Васильев. В сборной России по фигурному катанию с 1999 года. Заслуженный мастер спорта России.

## Карьера
Начала кататься с четырёх лет у тренера Андрея Александровича Кислухина. Мама Тани ранее занималась фигурным катанием и свои несбывшиеся мечты пыталась воплотить в своей дочери. Огромный вклад в формирование личности Тани как фигуристки внесла хореограф Виктория Степановна, бывшая балерина Пермского театра оперы и балета.
Сначала Татьяна занималась одиночным катанием. На чемпионате России 1995 года познакомилась с Максимом Марининым, которому не могли подобрать подходящую партнёршу. С 1996 года пара стала тренироваться у Натальи Павловой во Дворце спорта «Юбилейный» в Санкт-Петербурге.
В 1999 году Тотьмянина и Маринин попали в сборную России, заняв третье место на чемпионате страны, и удачно выступили на международных соревнованиях, войдя в десятку на чемпионатах Европы и мира.
Затем между тренером и парой произошёл конфликт из-за решения перейти к другому тренеру — Тамаре Москвиной без ведома Н. Павловой. Павлова отказалась тренировать пару, после чего они перешли к Олегу Васильеву, в феврале 2001 года переехав жить и тренироваться в Чикаго (США). Васильев изменил стиль пары, пригласив хореографа Джузеппе Арену, над постановками продолжила работать Светлана Король. На Олимпиаде 2002 года они стали четвёртыми. На последующие четыре года главными соперниками Тотьмяниной и Маринина стали китайские спортсмены Шэнь Сюэ и Чжао Хунбо.
В сезоне 2002—2003 гг. пара выиграла все старты, в которых участвовала, кроме главного — чемпионата мира, где они завоевали только серебро, вслед за китайцами. Однако, уже на следующем чемпионате они занимают первое место.
Осенью 2004 года в Питтсбурге, в штате Пенсильвания (США), на этапе серии Гран-при «Skate America» Татьяна получила серьёзную травму: после неудачной поддержки партнёра по программе — Максима Маринина — упала и, ударившись головой о лёд, потеряла сознание на 15 минут. Травма оказалась тяжёлой: фигуристка получила сотрясение мозга 2-й степени и множественные гематомы. Но уже через две недели она смогла выйти на лёд и продолжить подготовку к соревнованиям.
В 2006 году пара победила на XX зимних Олимпийских играх в Турине.
После победы на зимних Олимпийских играх 2006 года в Турине фигуристы завершили любительскую спортивную карьеру.

## После спорта
После Олимпиады спортсмены взяли тайм-аут из-за загруженности в различных ледовых шоу и говорили о возможном возвращении в большой спорт, однако не смогли договориться с Федерацией фигурного катания по денежным вопросам и тему возвращения для себя закрыли.
В 2007 году разразился скандал, связанный с отказом Тотьмяниной и Маринина от участия в гастрольном туре Е. Плющенко «Золотой лёд Страдивари» и переходе их в аналогичный тур, организованный И. Авербухом, «Ледовая симфония». Представители Плющенко и он сам утверждали, что Тотьмянина и Маринин сначала подписали контракт с их шоу, а затем перешли к конкурентам. Были заявления о намерении подать в суд на фигуристов за нарушение контрактных обязательств. Однако Тотьмянина и Маринин утверждали, что ушли из шоу «Золотой лёд Страдивари», потому что компания-организатор не выполнила ряд условий контракта, и перед разрывом был найден компромисс, а участники конфликта решили впредь не афишировать возникающие проблемы. Вынос же этой истории на публику является личной инициативой Е. Плющенко. Никаких судебных разбирательств за конфликтом не последовало.
Татьяна Тотьмянина принимала участие в телешоу Первого канала российского телевидения «Ледниковый период», где выступала в 2007 и 2008 году в парах с певцом Никитой Малининым и телеведущим Леонидом Закошанским, в 2013 году — с Оскаром Кучерой, в 2014 — с Артуром Смольяниновым, в 2016 — с актёром Михаилом Гавриловым, а в 2020 — с актёром Вячеславом Чепурченко (однако во время подготовки третьего номера получила травму, и её заменила Яна Хохлова), в 2021 — с Иваном Колесниковым.
В феврале 2014 года снялась для журнала Playboy.

## Личная жизнь
22 января 2009 года мать Татьяны Тотьмяниной попала в ДТП на федеральной трассе Москва — Санкт-Петербург, в котором получила тяжёлые повреждения головного мозга и скончалась.
20 ноября 2009 года у Татьяны Тотьмяниной и олимпийского чемпиона Алексея Ягудина родилась дочь. Девочку назвали Елизаветой. 2 октября 2015 года фигуристка родила вторую дочь, которую назвали Мишель. С февраля 2016 года — официально замужем за Алексеем Ягудиным.

## Образование
Татьяна Тотьмянина поступила в университет в 2009 году, в связи с рождением второго ребенка находилась в академическом отпуске (с 2015 года), затем продолжила обучение на направлении подготовки 49.03.01 «Физическая культура» по профилю «Спортивная подготовка в избранном виде спорта».
В 2025 году сдала государственный экзамен на оценку «отлично» и прошла защиту выпускной квалификационной работы на тему: «Особенности процесса адаптации фигуристов, специализирующихся в одиночном фигурном катании на коньках, при переходе в парное катание», став выпускницей Российского университета спорта «ГЦОЛИФК».

## Спортивные достижения
С М. Марининым
| Соревнование/Сезон                         | 1996-97 | 1997-98 | 1998-99 | 1999-00 | 2000-01 | 2001-02 | 2002-03 | 2003-04 | 2004-05 | 2005-06 |
| Зимние Олимпийские игры                    |         |         |         |         |         | 4       |         |         |         | 1       |
| Чемпионаты мира                            |         |         | 7       | 6       | 5       | 2       | 2       | 1       | 1       |         |
| Чемпионаты Европы                          |         |         | 5       | 5       | 2       | 1       | 1       | 1       | 1       | 1       |
| Чемпионаты России                          | 6       | 5       | 3       | 3       | 3       | 2       | 1       | 1       | 1       | WD      |
| Финалы Гран-При                            |         |         |         |         |         |         | 1       | 2       |         | 1       |
| Этапы серии Гран-При: Skate America        |         |         | 7       |         | 3       | 3       | 1       |         | WD      |         |
| Этапы серии Гран-При: Skate Canada         |         |         |         |         |         | 2       | 1       | 1       |         |         |
| Этапы серии Гран-При: Sparkassen Cup       |         |         |         |         | 3       |         |         |         |         |         |
| Этапы серии Гран-При: Trophee Eric Bompard |         |         | 5       | 2       |         | 4       | 1       | 2       |         | 1       |
| Этапы серии Гран-При: Cup of Russia        |         | 5       | 6       | 3       | 6       |         |         | 1       |         | 1       |

WD = снялись с соревнований

## Награды и звания
- Орден Почёта (2007)[14]